# Formicini
Formicini es una tribu de hormigas de la subfamilia Formicinae.

## Géneros
Se reconocen los siguientes:
- Alloformica Dlussky, 1969
- Bajcaridris Agosti, 1994
- Cataglyphis Foerster, 1850
- †Cataglyphoides Dlussky, 2008
- †Conoformica Dlussky, 2008
- Formica Linnaeus, 1758
- Iberoformica Tinaut, 1990
- Polyergus Latreille, 1804
- Proformica Ruzsky, 1902
- †Protoformica Dlussky, 1967
- Rossomyrmex Arnol'di, 1928